# Conseil d'assistance économique mutuelle
 (novembre 2010).
Si vous disposez d'ouvrages ou d'articles de référence ou si vous connaissez des sites web de qualité traitant du thème abordé ici, merci de compléter l'article en donnant les références utiles à sa vérifiabilité et en les liant à la section « Notes et références ».
Le Conseil d'assistance économique mutuelle ou Conseil d'aide économique mutuelle (CAEM, également désigné par l'acronyme anglais Comecon ; en russe : СЭВ, Совет экономической взаимопомощи) est une organisation d'entraide économique entre différents pays communistes. Créé par Staline en 1949 en réponse au plan Marshall créé en 1947, il s'est dissous le 28 juin 1991, peu avant la chute du bloc soviétique, à la fin de la guerre froide. Son siège se trouvait sur la nouvelle rue Arbat à Moscou.

## Généralités

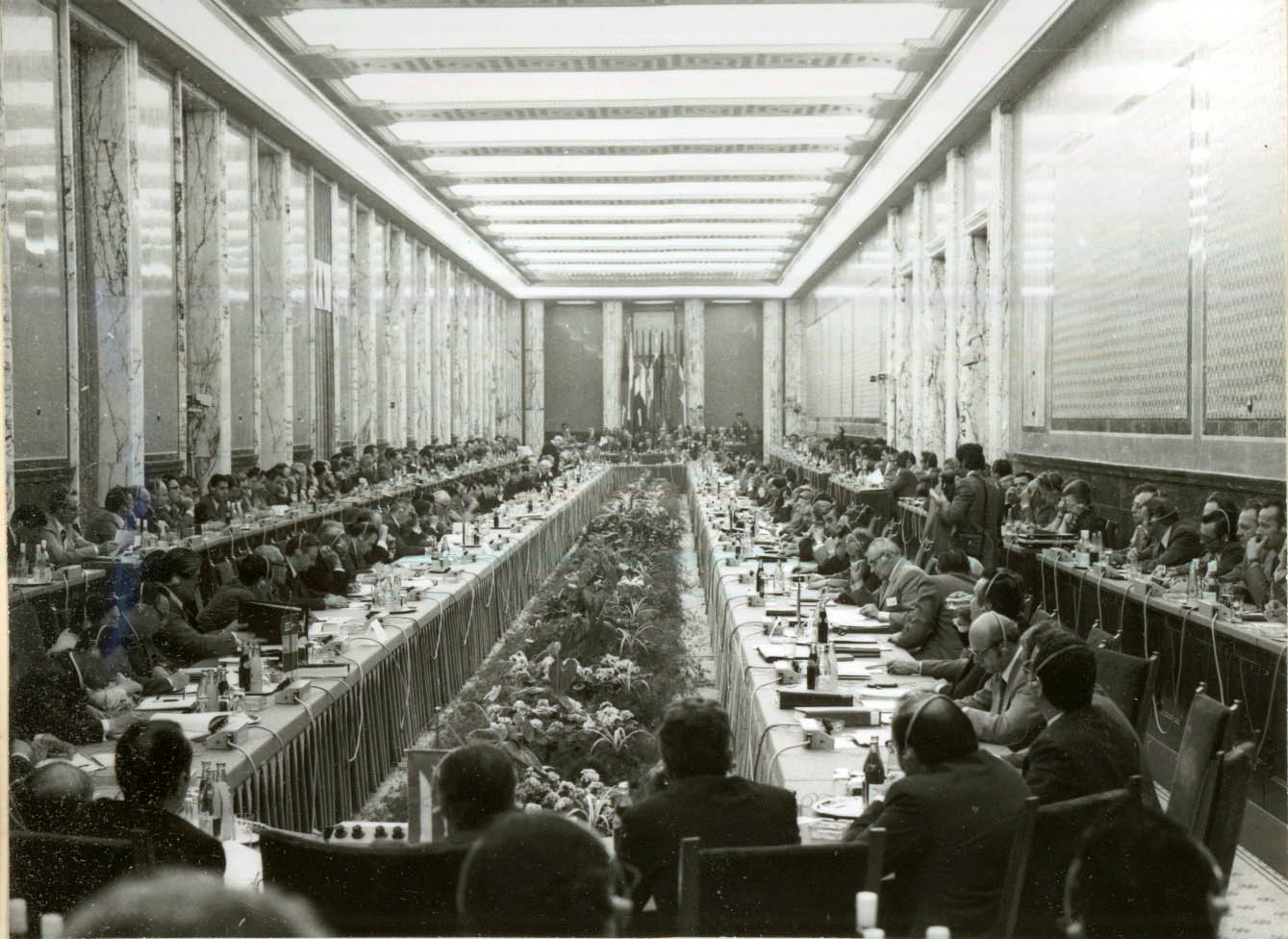
XXXIIe réunion du Conseil pour la session d'entraide économique, siégeant à Bucarest entre le 27 et 29 juin 1978.

Cet organisme avait pour but la meilleure planification et la spécialisation des industries nationales des pays communistes. Après la Seconde Guerre mondiale, les pays dits « socialistes » ont adopté au sein du CAEM le clearing (compensation) bilatéral, seule méthode applicable aux échanges extérieurs d'un pays à économie planifiée. Ils ont ensuite introduit le clearing multilatéral, plus propice à surmonter les obstacles au développement des pays du CAEM et où le « rouble transférable » devait jouer le rôle d'unité comptable. Sur le plan macro-économique, le « rouble transférable » fut plutôt un moyen de comparaison du volume des livraisons réciproques.
La création du CAEM, qui peut être vue comme une réaction au plan Marshall qui aida à la reconstruction de l'Europe occidentale (Allemagne de l'Ouest, France, etc.) et à la formation du « monde libre », provoqua une dépendance économique accrue des pays satellites d'Europe de l'Est envers l'Union soviétique, entre autres par l'obligation de l'usage du « rouble transférable » dans les transactions inter-États, renforçant ainsi l'hégémonie de l'Union soviétique. L'organisation jouait aussi un rôle politique essentiel pour l'URSS puisqu'elle lui permettait d'obtenir en échange un grand poids dans les affaires intérieures grâce à des subventions, des prêts ou l'envoi de main-d'œuvre.

## Les États participant aux activités du Comecon

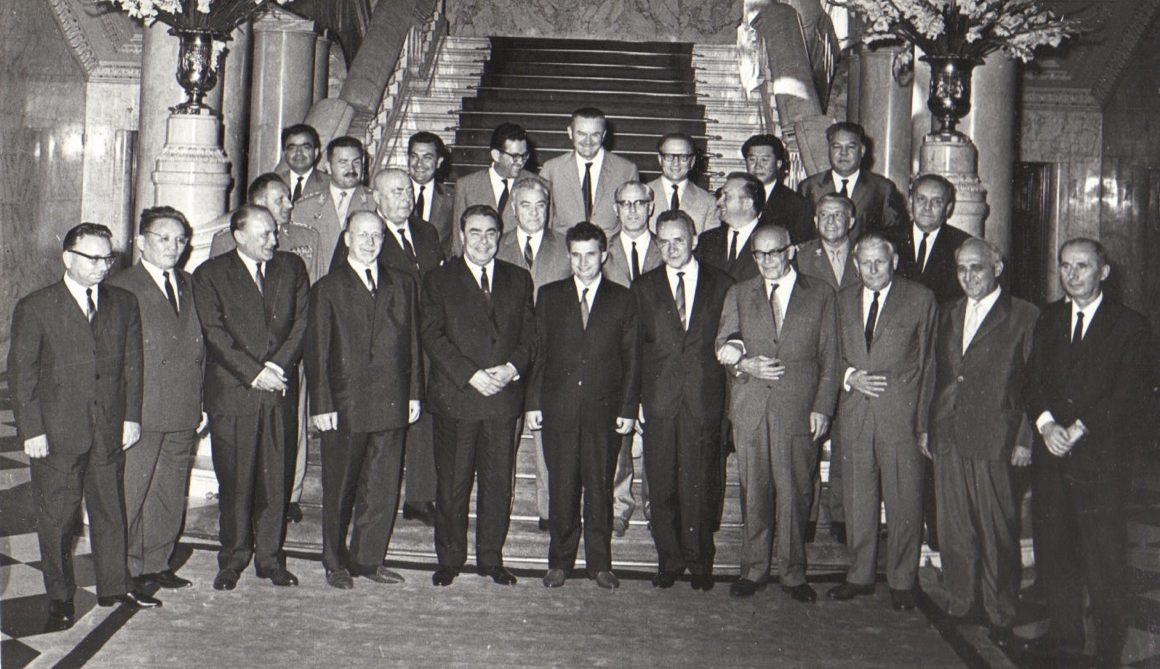
Les dirigeants au sommet du Comecon de 1966.

Les États membres du Comecon.
L'Albanie, qui en est un État membre mais n'y participant pas.
La Yougoslavie, qui en est un État associé.
Les États observateurs ou les pays coopérants « non socialistes ».

### Les États membres
- Union soviétique (janvier 1949), État membre fondateur ;
- Bulgarie (janvier 1949), État membre fondateur ;
- Hongrie (janvier 1949), État membre fondateur ;
- Pologne (janvier 1949), État membre fondateur ;
- Tchécoslovaquie (janvier 1949), État membre fondateur ;
- Roumanie (janvier 1949), État membre fondateur ;
- Albanie (de février 1949 à décembre 1961, puis ne participe plus à l'organisation après la rupture sino-soviétique) ;
- Allemagne de l'Est (septembre 1950) ;
- Mongolie (juin 1962) ;
- Cuba (juillet 1972) ;
- Viêt Nam (juin 1978).

### Les États associés
- Yougoslavie (1964).

### Les États observateurs
- Chine (de 1950 à 1961, puis ne participe plus à l'organisation après la rupture sino-soviétique) ;
- Corée du Nord (1956) ;
- Angola (1976) ;
- Mozambique (1985) ;
- Afghanistan (novembre 1986) ;
- Éthiopie (novembre 1986) ;
- Laos (novembre 1986) ;
- Yémen du Sud (novembre 1986).

### Les pays coopérants «non socialistes»
- Finlande (1973) ;
- Irak (1975) ;
- Mexique (1975) ;
- Nicaragua (1984).

## Comparaisons avec le bloc de l'Ouest

### L’économie planifiée comme principale différence
Tous les pays du CAEM disposent d’un même système économique, celui de l’économie planifiée, contrairement aux pays de l’Ouest où règne l’économie de marché.
À l’Est, chaque pays disposait de plans de production, de consommation, d’importations et d’exportations. L’intégration des pays de l’Est au sein d’une même structure d’échanges fut donc un défi particulier pour leurs économies respectives. Il fallait donc qu’une coordination des divers plans des pays du CAEM soit mise en place, au sein d’un système de relations bilatérales et non pas multilatérales.
Selon Georges Martinowsky, « les premières mesures adoptées en ce sens le furent en mars 1954, lors de la IVe session du Conseil, où fut posé le principe de consultations entre les pays membres pour coordonner leurs plans de développement. La Ve session (juin 1955) décida d’harmoniser les programmes des investissements. Mais c’est la VIIe session (Berlin, mai 1956) qui ouvre véritablement la voie à une coordination des économies sur une vaste échelle en instituant un ajustement systématique des travaux dans toutes les branches fondamentales de l’économie, à savoir : les constructions mécaniques, la sidérurgie, la métallurgie non-ferreuse, les industries du charbon, du pétrole et du gaz, l’industrie chimique, l’industrie légère et l’agriculture. [...] La progression de l’interdépendance commerciale entre les pays de l’Est avait rendu nécessaire la coordination des plans de développement aussi bien à l’échelon national qu’au niveau des branches de production. »
Or, parmi tous les pays du CAEM, seule l’URSS pouvait être considérée comme autosuffisante, tant en matières premières qu’en produits manufacturés.
Dans le cadre de celle qui a été nommée la « division internationale socialiste du travail » , chacun se voyait — sous contrôle soviétique — confier une tâche productive particulière.
Toujours selon Georges Martinowsky, « en application de cette décision, les années qui suivirent furent consacrées à spécialiser peu à peu, d’abord dans des branches particulières (en premier lieu les constructions mécaniques, les matières premières et l’énergie), chaque pays dans des types de production déterminés. Il fallait donc déterminer quels types précis de machines, par exemple, seraient construits avec le plus de rentabilité dans tel ou tel pays. Et, une fois la décision prise, il fallait encore reconvertir les usines produisant ce type de machines dans les pays moins aptes à les fournir. Il fallait également doter le pays choisi d’un équipement qui permette de couvrir le besoin des autres. Néanmoins, l’expérience fut jugée suffisante, lors de la XVe session du Conseil (décembre 1961) pour que l’on puisse élaborer une charte de la division du travail intitulée : les « Principes de base de la division internationale socialiste du travail ». Ce document fondamental fut adopté par la conférence des chefs de gouvernement et Premiers secrétaires des Partis de juin 1962. »
La Pologne devient donc le principal producteur de charbon pour le CAEM, tandis que l’industrie hongroise se tourne vers la production d’aluminium en raison de ses importantes réserves de bauxite. Les Tchèques et Est-allemands concentrent pour leur part une grande proportion de la production automobile au sein du bloc de l’Est, avec des entreprises comme Skoda et AWZ, qui produira la fameuse Trabant à près de trois millions d’exemplaires.

### Un système socialiste d’échanges commerciaux
Le système de la division internationale socialiste du travail n’est pas la seule différence structurelle existant entre la composition de l’économie de l’Ouest et celle de l’Est. De ce fait, on constate l’existence d’un véritable système socialiste concernant les échanges commerciaux entre les divers pays du CAEM.
Comme le souligne Anita Tiraspolsky, « Le domaine des prix du commerce intra-CAEM demeure l’une des zones d’ombre des économies socialistes parmi les plus difficiles à mettre en lumière. En effet, on se trouve en présence d’un système économique (le marché intra-CAEM) qui, à son origine, a voulu se « protéger » du marché capitaliste, où le marché n’est pas un marché, où les prix ne sont pas de véritables prix, où la sphère des échanges est isolée des économies nationales, où la monnaie inconvertible (qu’on nomme rouble transférable) ne joue pas son rôle de monnaie (mesure de la valeur, moyen de paiement et de réserve). Que représentent les concepts de coûts, de valeur, de cours officiel et taux de change, d’équilibre de la balance commerciale, de termes de l’échange dans des économies où le commerce extérieur, monopole d’Etat, est planifié ? Il est planifié bilatéralement à cinq ans avec chaque pays membre : les plans sont exprimés en quantités physiques pour les produits clés qui entrent dans les échanges ; plans équilibrés avec chaque partenaire selon des critères ni monétaires, ni financiers, mais plutôt en fonction de la rareté relative des produits au sein de la zone, ou de leur rareté réelle sur le marché international ou même selon des rapports de force spécifiques à l’intérieur du camp où s’entrecroisent des considérations politiques, idéologiques, militaires et économiques.
Parce qu’il fallait « un prix » pour échanger des locomotives contre du pétrole ou du charbon, on a choisi celui du marché mondial qu’on a manipulé.
Parce qu’il fallait « une monnaie » pour transcrire ce prix, on a créé le rouble transférable. Parce qu’il fallait une « parité » pour passer d’une monnaie à l’autre, on lui a affecté un « cours officiel ».
Si les principes théoriques sont connus grâce à la littérature soviétique et est-européenne, l’application en est, par contre, moins évidente. Or, c’est dans le système de prix communautaire que réside actuellement l’une des sources de tensions particulièrement vives entre les partenaires socialistes, entre l’URSS et ses voisins. Notamment, le cloisonnement auquel conduit le strict bilatéralisme des relations économiques bloque l’information nécessaire à la propagation des échanges. Chacun ignore, semble-t-il, ce que fait le voisin, le prix qu’il paiera, et les raisons d’éventuelles concessions mutuelles.
Le processus de fixation des prix, élaboré en 1958, révisé en 1974, est l’objet d’un débat ancien qui resurgit périodiquement au sein du camp socialiste. Il est de plus en plus évident que l’analyse du système de prix intra-CAEM en tant qu’entité isolée est insuffisante. Quel que soit l’objectif de départ ? comparaison avec les prix mondiaux, vérification du « dogme » de la stabilité des prix, ou détermination des « gagnants » et des « perdants » du système de fixation des prix intra-CAEM ? Toutes les études occidentales mettent en évidence l’échec des tentatives du camp socialiste pour instaurer un système de prix cohérent.
Ce problème n’est en fait qu’une fraction d’un problème beaucoup plus vaste que pose l’absence de marché et de véritables relations monétaires au sein du camp. Il est la cible principale des économistes est-européens qui considèrent que les mécanismes de prix et de paiements « communautaires » sont actuellement une entrave à l’extension du commerce et de la coopération au sein de la zone. C’est certainement l’un des chapitres de la construction de l’intégration économique socialiste le plus controversé. »
Un exemple de cette problématique liée à la difficulté de fixer un juste prix, est celui de la vente du pétrole soviétique : entre 1974 et le milieu des années 1980, les Soviétiques ont vendu à leurs pays satellites du pétrole au cours inférieur du marché mondial. Il en est résulté un grand gaspillage d'énergie pour des pays de l'Est en pleine reconversion industrielle. En revanche, lorsque les prix du pétrole se sont effondrés, à partir de 1986, l'Union soviétique a maintenu ses tarifs fixés sur les cinq années précédentes : le prix facturé aux six pays de l'Est était environ le double du prix mondial.

### De timides rapprochements avec la CEE
Au-delà de ces deux différences fondamentales existant entre les blocs Ouest et Est, concernant à la fois la tenue de l’économie nationale ainsi que les échanges entre les États, on peut tout de même traiter de divers rapprochements entre CEE et le CAEM.
Sur le plan institutionnel, on peut constater que les institutions économiques du CAEM ressemblent à celles de la CEE : en 1963 a été créée la Banque internationale de coopération économique (BICE) puis en 1971, la Banque internationale d’investissements (BII), chargée de financer les investissements multilatéraux. Cette architecture révèle des interactions complexes et souligne l’importance de la bureaucratie. Dans la CEE, la Banque Européenne d’Investissement dispose depuis 1957 de cette double casquette, permettant à la fois les investissements interétatiques sous contrôle communautaire, mais aussi les investissements vers des pays étrangers.
Dès l’envoi régulier des missions permanentes du CAEM au sein des organes de la CEE en 1976 et avec le début des relations officielles entre les deux blocs par leur reconnaissance mutuelle en 1986, les marchés s’ouvrent toujours davantage vers l’extérieur.
Cela a eu un effet néfaste sur les finances des pays de l’Est, il y a de ce fait eu une forte augmentation de la dette internationale de l’Europe de l’Est, qui est passée de 38,5 milliards de dollars en 1984 à 101,7 milliards en 1987.
L’ouverture progressive des économies des pays de l’Est vers la CEE ne suit donc pas une politique économique. Comme le montrera Eberhard Schulz, les timides rapprochements entre Moscou et la CEE par le biais du CAEM ont eu pour objectif le relâchement de la tension crée par la guerre d’Afghanistan de 1979 à 1989 et la signature de divers accords de désarmement mutuels, tels les traités START (1991) ou le Traité sur les forces armées conventionnelles en Europe (1990), l’entretien de la machine militaire soviétique ayant atteint un coût trop lourd pour les économies des pays de l’Est.

## Statistiques

Graphique montrant de 1950 à 1989 le PNB de l'URSS, de l'Europe de l'Ouest et de l'Europe de l'Est en % par rapport à celui des États-Unis.

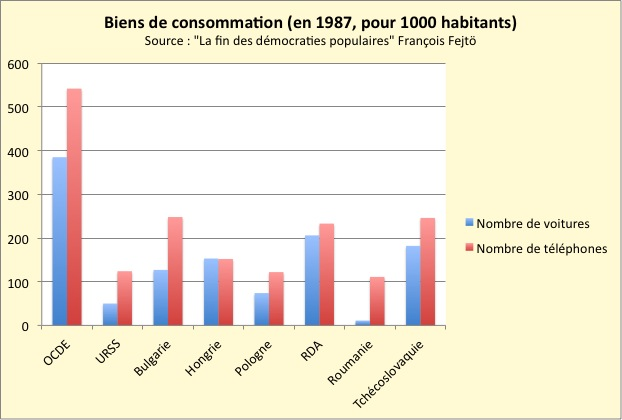
Nombre de voitures et de téléphones pour 1 000 hab. dans les pays européens du Comecom et la moyenne de ceux-ci dans l'OCDE en 1987.